# Monument national de Bismarck

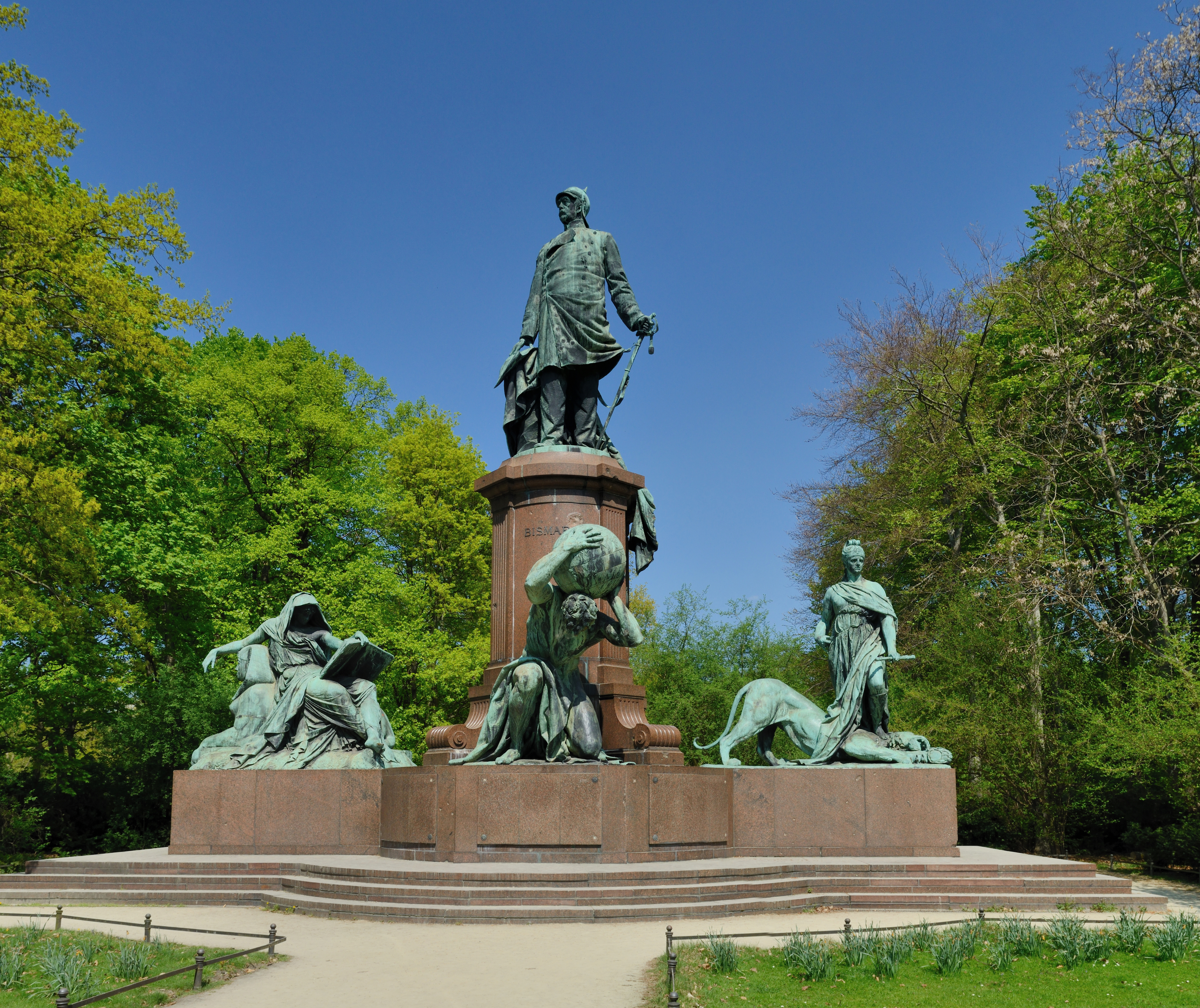
Le monument national de Bismarck à Berlin.

Le monument national de Bismarck (Bismarck-Nationaldenkmal) est un monument berlinois au nord de la Grande Étoile au Tiergarten érigé en l'honneur du chancelier Otto von Bismarck (1815-1898), unificateur de l'Empire allemand. Il a été réalisé en 1897-1901 par Reinhold Begas en style néobaroque. D'abord placé place royale (aujourd'hui place de la République) devant le Reichstag, il se trouve depuis 1938 à son emplacement actuel avec les monuments de Roon et de Moltke  et la colonne de la Victoire. Ce monument est une œuvre maîtresse de l'école de sculpture de Berlin et le monument le plus imposant des monuments représentant Bismarck en Allemagne. Les bas-reliefs du socle ont disparu en 1958..

## Histoire du monument

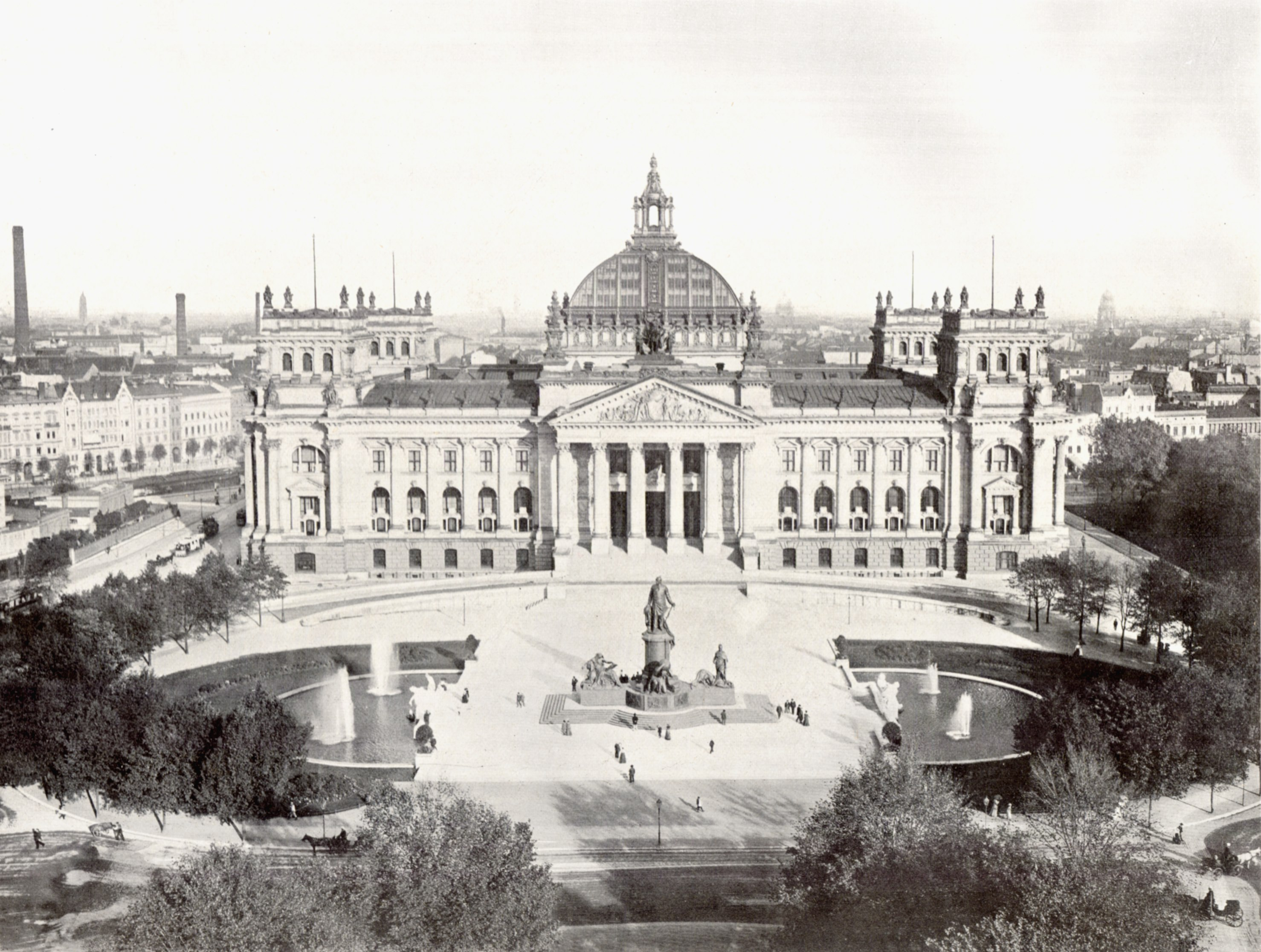
Vue du monument devant le Reichstag vers 1900.

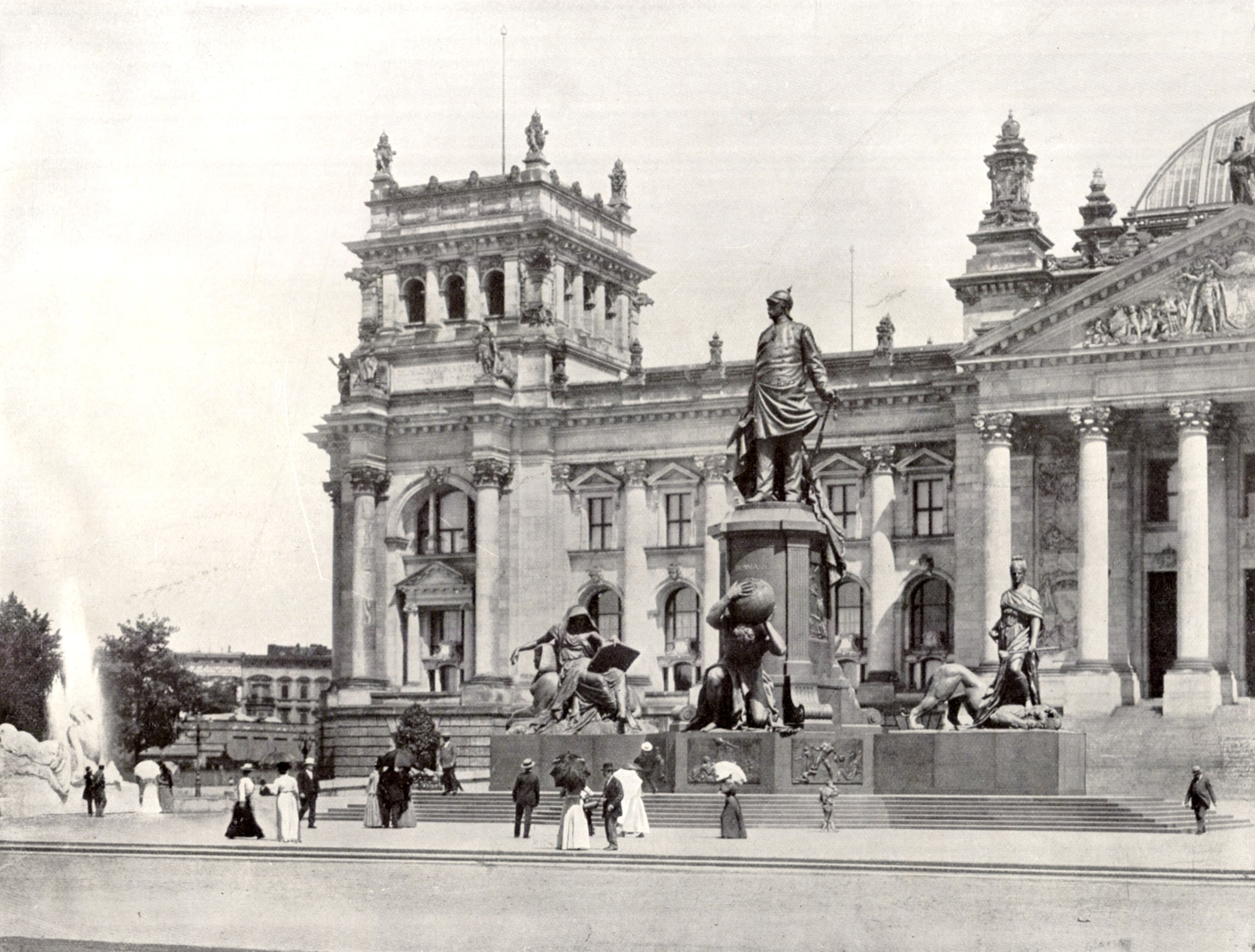
Détail du monument vers 1900 avec ses bas-reliefs disparus en 1958.

### Érection sur la place Royale
Après un concours avec plus de 90 participants, le sculpteur Reinhold Begas a été chargé d'ériger le monument national de Bismarck sur la partie orientale de la Königsplatz devant le Reichstag. Le monument mesure 15 mètres de haut, 20 mètres de large et 12 mètres de profondeur. Il est bordé à l'origine par deux bassins d'eau semi-circulaires avec des fontaines et des tritons et des naïades, groupe en grès de Ludwig Cauer. Construit entre 1897 et 1901, l'inauguration solennelle a eu lieu le 16 juin 1901.

### Placement à la Grande Étoile
C'est dans le cadre de l'Axe Nord-Sud planifié par Albert Speer pour la « capitale mondiale Germania », que le monument national de Bismarck a été transféré en 1938 avec la colonne de la Victoire, les statues de l'allée de la Victoire et les monuments de Roon et du maréchal von Moltke au nord de la Grande Étoile. Selon ces plans, un grand forum consacré au « Deuxième Reich », c'est-à-dire de l'Empire de 1871, devait être créé ici. Lors de la remise en place, la distance entre les statues secondaires et le piédestal principal a été réduite d'environ un mètre et le nombre de marches dans la sous-structure a été réduit de sept à trois. Cela a endommagé la perspective entre les personnages individuels et l'effet global du monument.

### Restauration et perte des bas-reliefs du socle
Lors de la restauration du monument en 1958-1960, les six bas-reliefs en bronze du socle ont été enlevés et non remis en place. L'Office des monuments de l'État de Berlin ne sait plus où ils se trouvent. Ils ont été remplacés par des dalles de granit rouge neutre. On a fixé une grille ornementale au cours de la dernière restauration de 2015, mais les bas-reliefs manquants n'ont pas encore été retrouvés. Cependant des photographies de tous les bas-reliefs ont été conservées pour une éventuelle réplication.

## Description

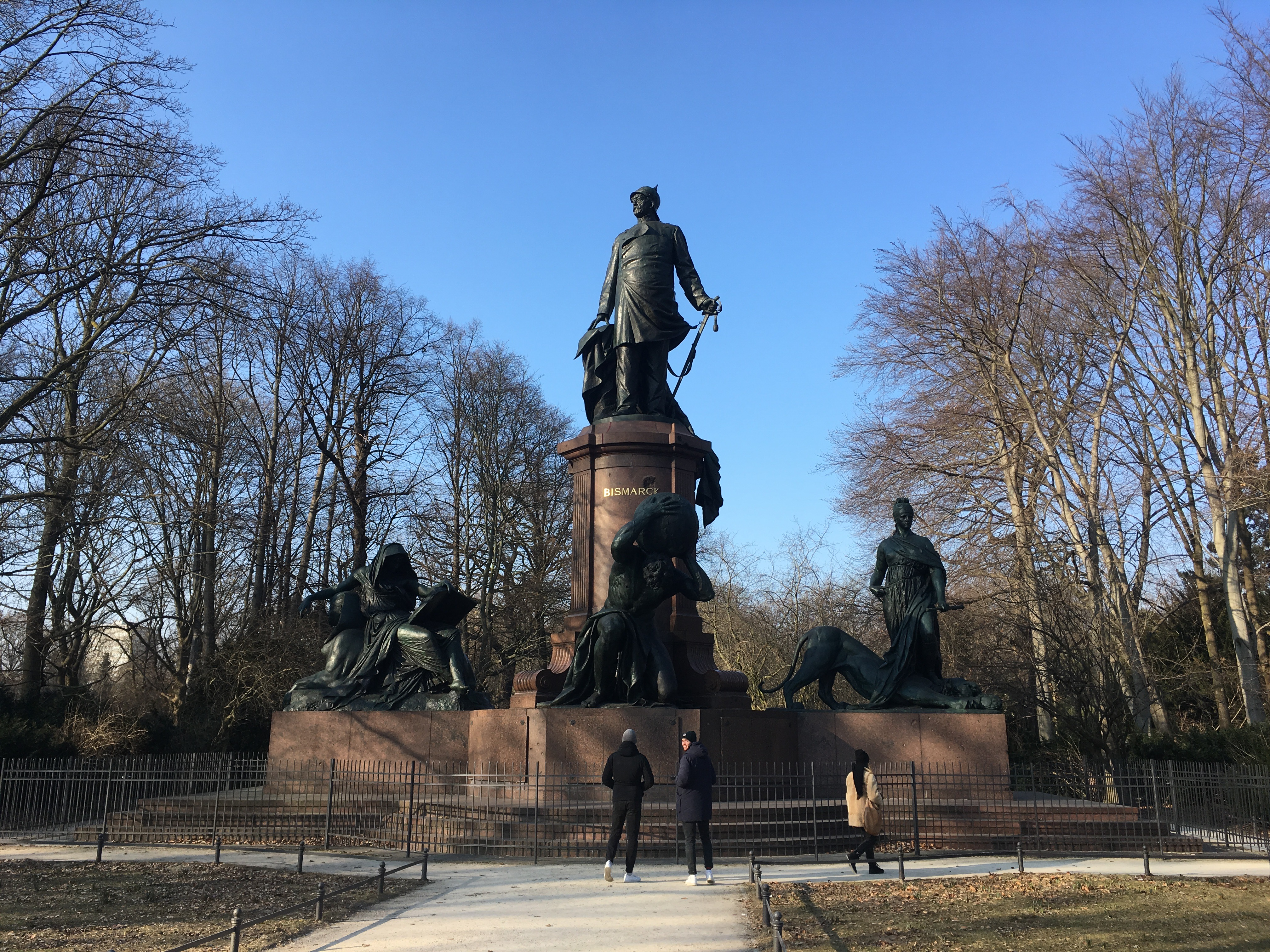
État actuel du monument avec grilles et sans bas-reliefs.

Le socle en granit rouge poli porte la statue de bronze du chancelier Otto von Bismarck de 6,6 mètres de haut, vêtu de son uniforme du régiment de cuirassiers (de Magdebourg) n° 7. Il tient fermement de la main gauche la poignée de son pallasch (épée), la main droite repose sur le document de la fondation de l'Empire allemand. « Sa volonté sans faille est exprimée par sa posture puissante et l'expression de ses yeux scintillants », comme l'écrivait le guide de voyage de Grieben, Berlin et ses environs en 1909.

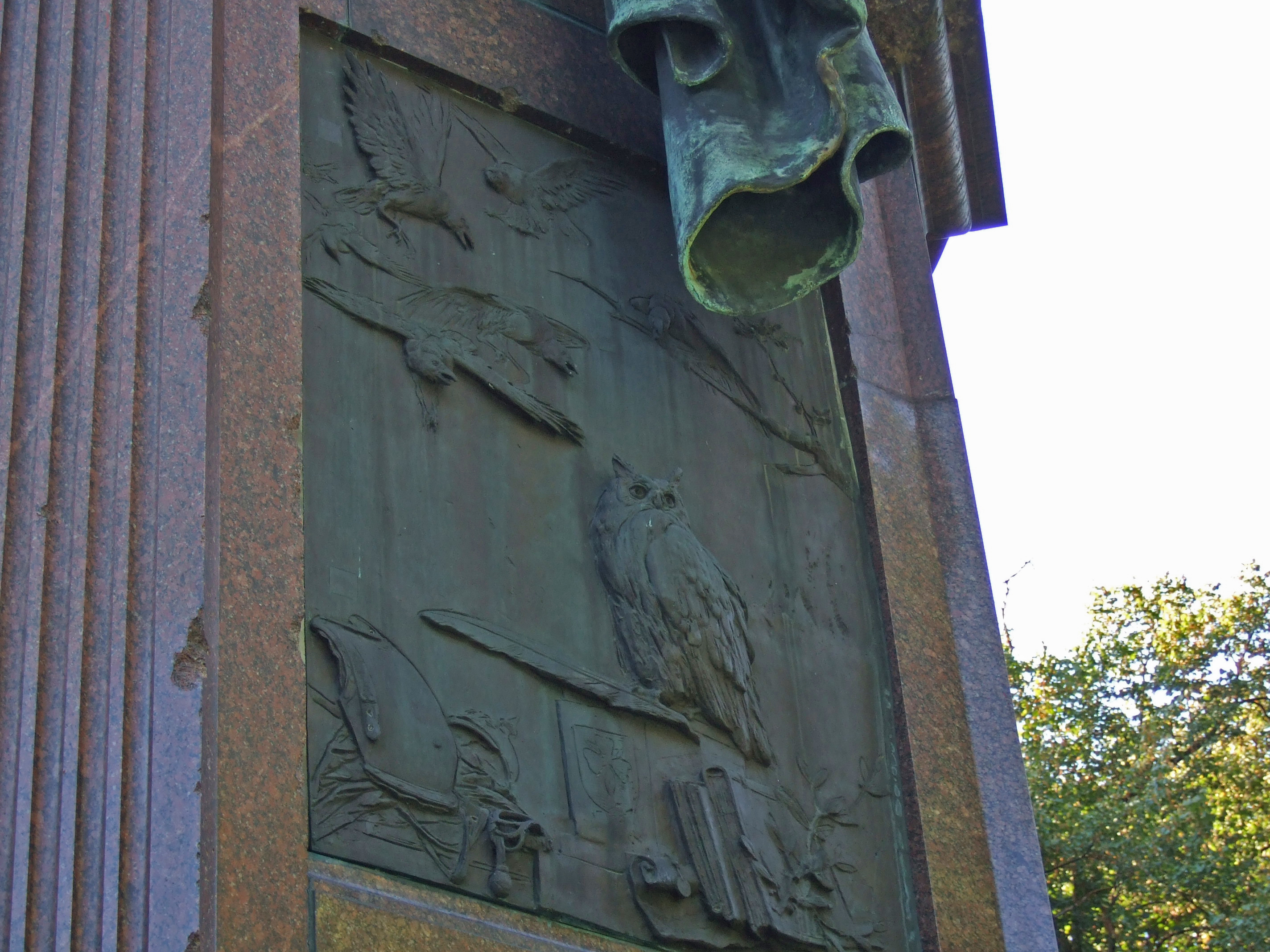
La chouette sur le côté gauche du socle.

Le socle porte la simple inscription «Bismarck» à l'avant et la dédicace «Au premier chancelier du Reich le peuple allemand 1901» à l'arrière. Sur le côté droit du socle, un bas-relief en bronze montre un jeune homme avec une torche et un jeune homme avec une trompette devant l'hermès de Bismarck orné d'un génie semblant flotter au-dessus avec des fleurs. Sur le bas-relief gauche, une chouette (symbole de la sagesse) avec une plume est encerclée par les griffes menaçantes de corbeaux et de corneilles.
Les quatre immenses personnages autour du piédestal principal symbolisent l'héroïsation de Bismarck. Devant le piédestal, un Atlas s'agenouille, portant le globe sur le dos, « suggérant le pouvoir titanesque de Bismarck. », comme « symbole de sa grandeur à travers le monde. ». À l'arrière, Siegfried forge l'épée impériale qui « a permis à Bismarck de chasser les ennemis ». Sur le côté gauche, la Sibylle, est interprétée comme l'allégorie de la sagesse de l'État ; elle est assise sur le dos d'un sphinx, regardant dans le livre de histoire qu'elle tient de la main gauche comme « symbole de la perspicacité et de l'importance historique de Bismarck ». Sur le côté droit, une statue féminine couronnée tenant un sceptre, vraisemblablement Germania ou une allégorie du pouvoir d'État, écrase du pied le léopard de la discorde et de la rébellion et symbolise la « force bismarckienne indomptable ». Le léopard est un des premiers travaux d'August Gaul, élève de Reinhold Begas.
Jusqu'en 1958, trois bas-reliefs sur le devant des deux renflements du piédestal montraient les préparatifs de la création du Reich en 1871. Dans le bas-relief de gauche, « Comment l'Allemagne apprend à marcher », une mère apprend à marcher à un petit garçon potelé - probablement l'Allemand Michel enfant - à l'aide de guides. Au milieu du bas-relief « Comment l'Allemagne s'éveille », une figure féminine réveille l'Allemand Michel, qui dort avec son bonnet de nuit et ses pantoufles sur une peau d'ours, et lui montre l'armée de peuples ennemis qui se cache à l'arrière-plan. Le bas-relief droit « L'Allemagne en tant que jeune Hercule » montrait l'Allemand Michel dans un combat victorieux. À l'arrière, trois autres bas-reliefs représentaient «L'achèvement de l'œuvre de Bismarck». Dans le bas-relief de gauche, Germania se précipite triomphalement chez elle sur son char triomphant, un jeune homme se précipite avec la bonne nouvelle. Le bas-relief du milieu montrait Germania intronisée, qui, flanquée d'allégories des travaux et des arts, plaçait la couronne impériale sur sa tête. Dans le dernier bas-relief, Germania descend de son quadrige et apporte au peuple les bénédictions de la paix. 

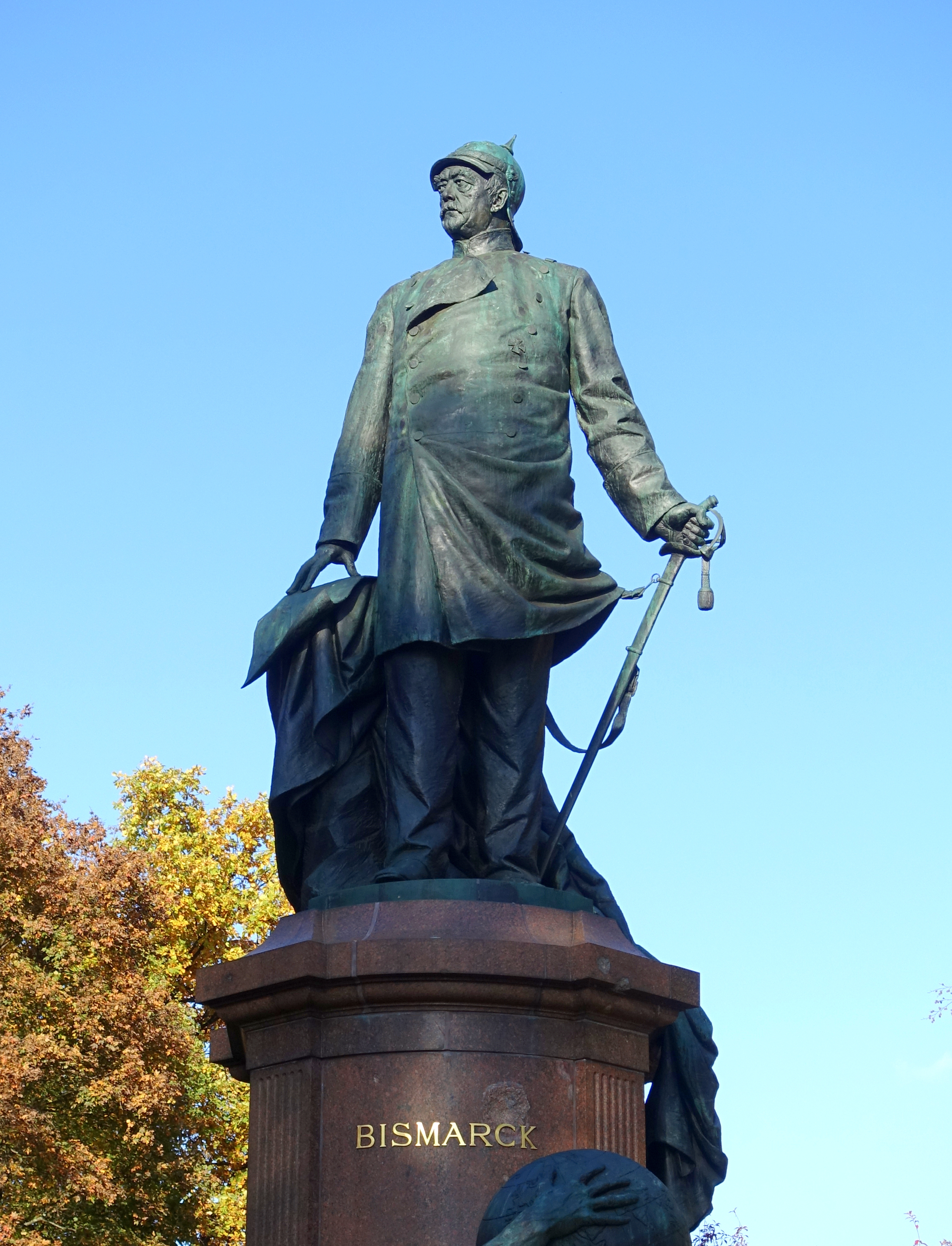
Statue du chancelier
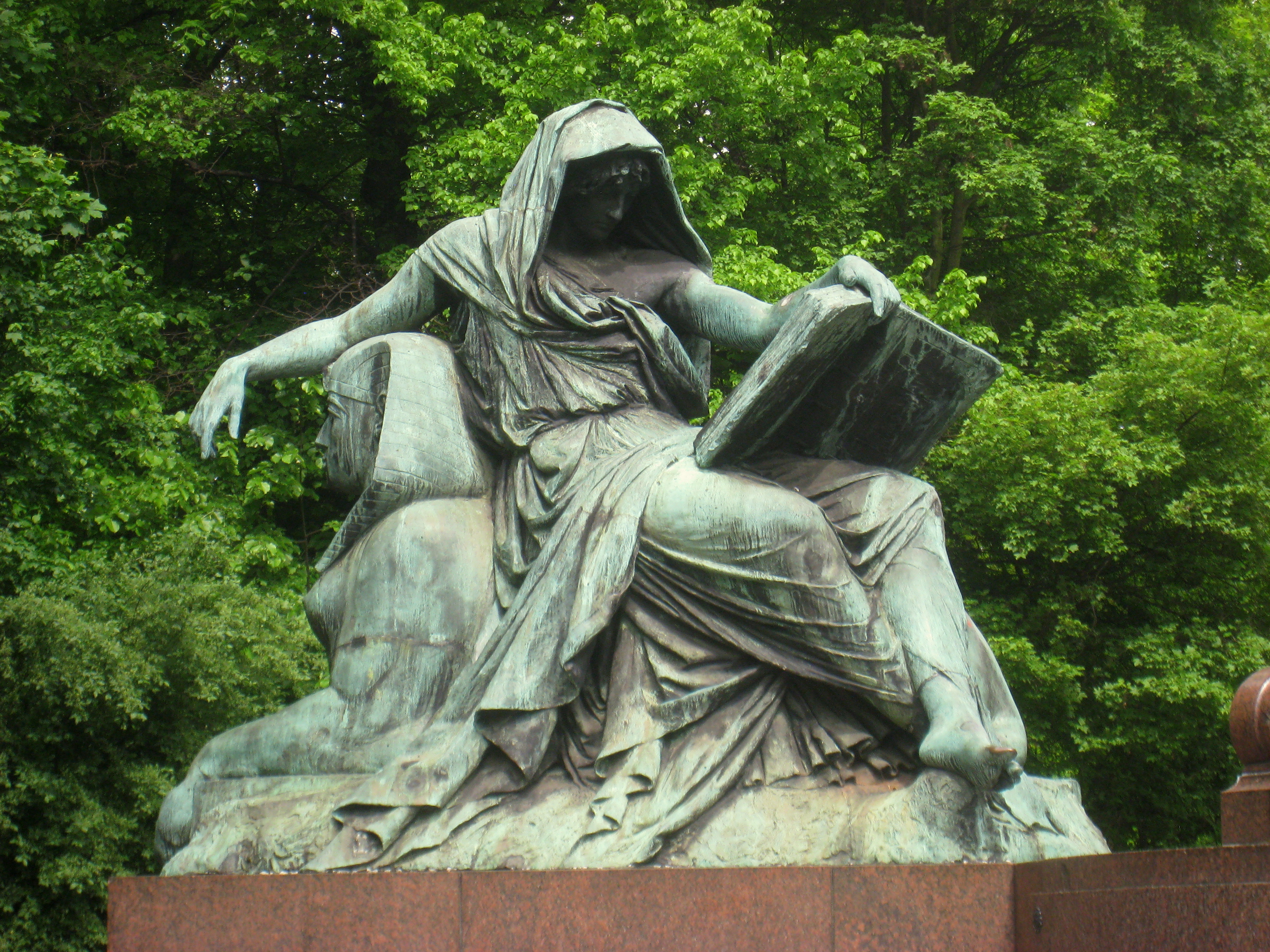
Statue de la Sibylle à gauche
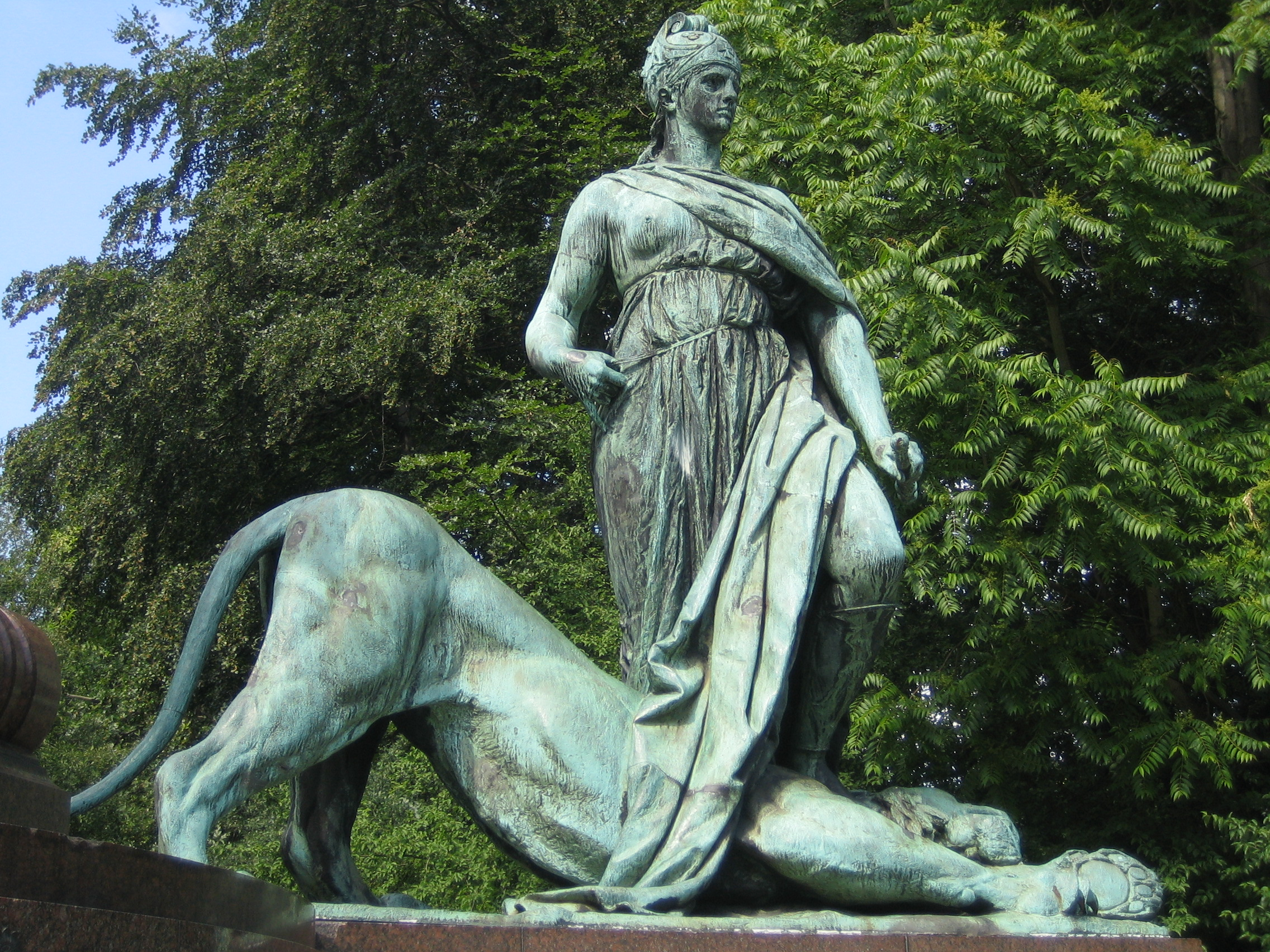
Statue de Germania à droite
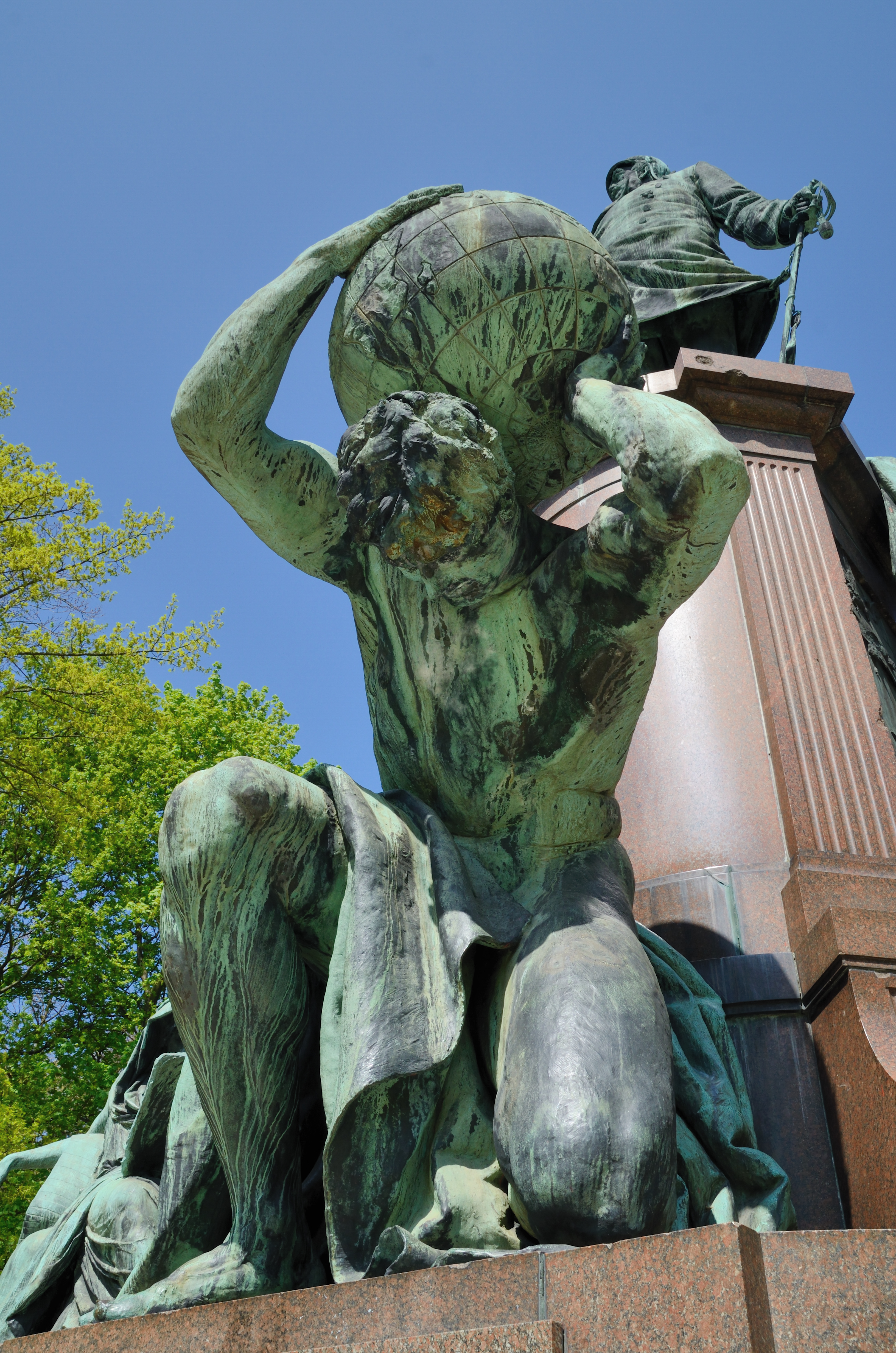
Statue d'Atlas sur le devant
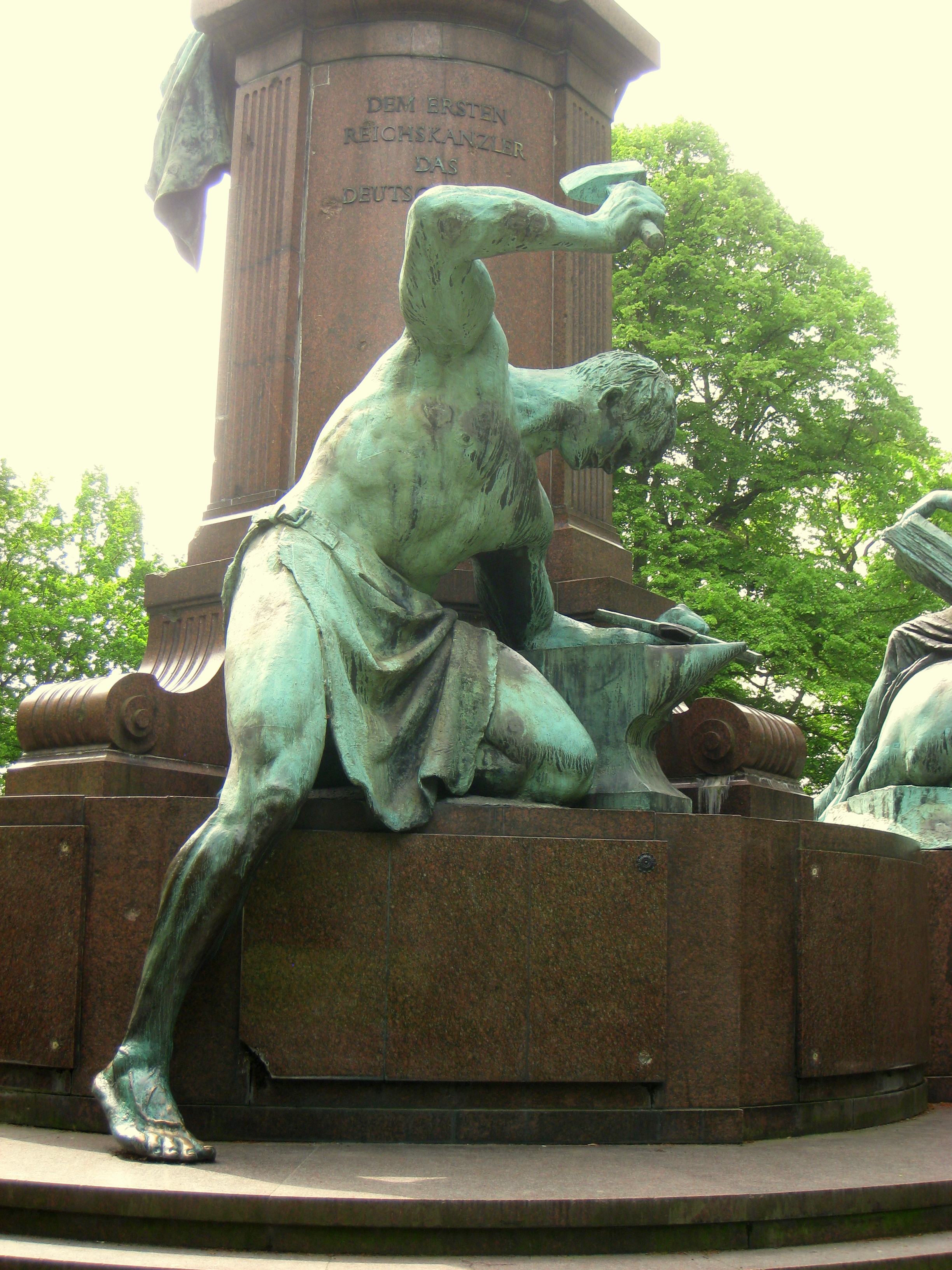
Statue de Siegfried à l'arrière

## Avis

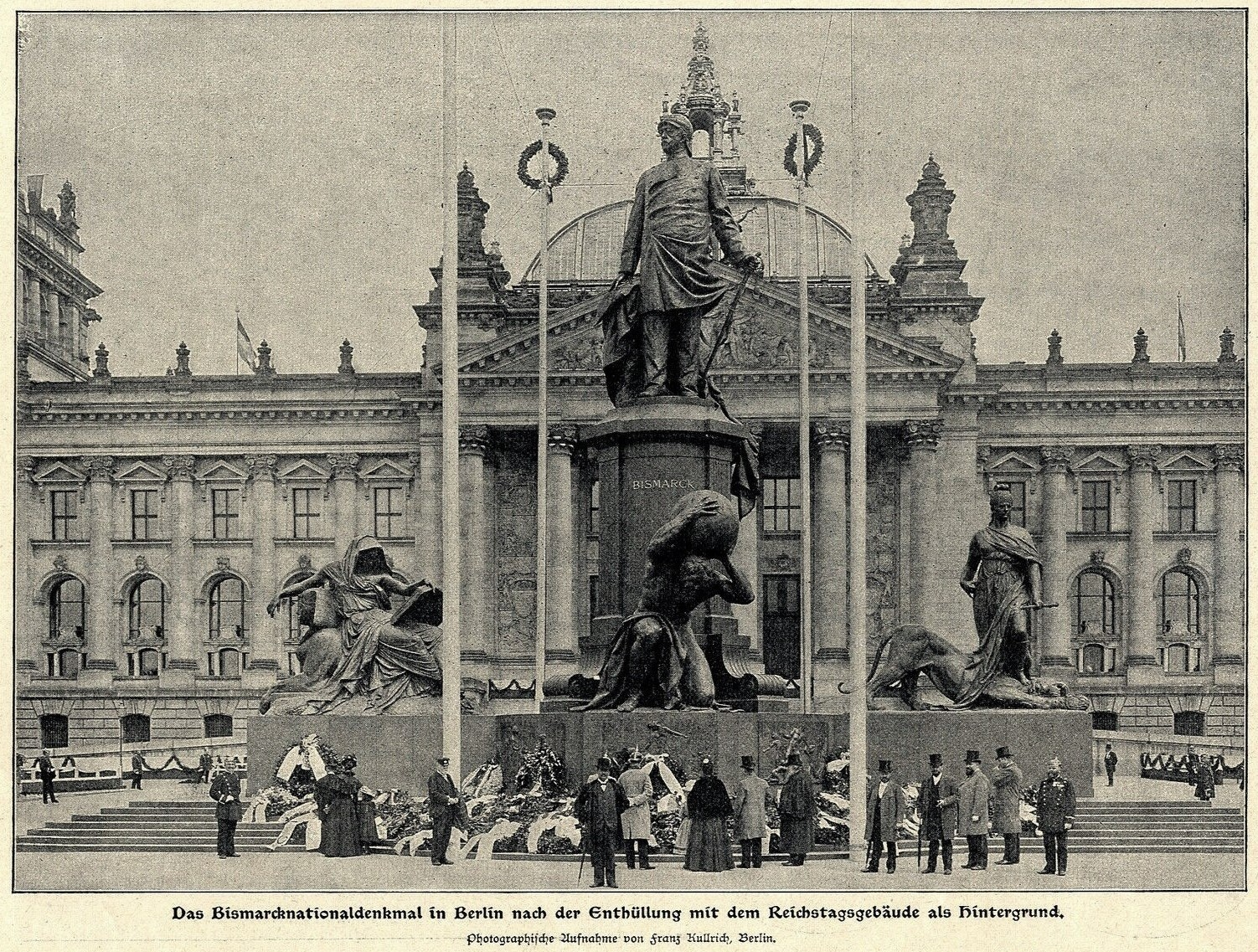
Le monument en 1901.

Le monument a été plutôt bien accueilli après son inauguration, l'heure étant au patriotisme. D'un point de vue artistique, l'historien d'art Alfred Gotthold Meyer en fait les louanges dans sa monographie sur Reinhold Begas parue en 1901: « et pour ce monument en particulier, personne n'était mieux préparé que Begas. La personnalité de Bismarck lui était bien connue. Il avait modelé à plusieurs reprises la tête énorme comme un buste, et a finalement approfondi les études pour la statue de Friedrichsruh lui-même. De cette façon, il a créé un portrait plein de vérité, jusqu'au mouvement du cou propre à Bismarck, qui rejetait la tête en arrière avec un petit coup sec, et jusqu'à l'écartement très caractéristique des doigts. Malgré le traitement sommaire de l'uniforme, c'est sans aucun doute la statue de Bismarck «la plus ressemblante» que nous ayons. ».
Le Guide Baedeker de Berlin et de ses environs, dans son édition de 1921, critique les statues secondaires et les bas-reliefs du socle comme « moins compréhensibles, en termes de contenu, insignifiants et exécutés de façon sommaire ».
Le monument national de Bismarck est la dernière œuvre d'importance de Reinhold Begas et après la disparition de l'allée de la Victoire et du monument national de l'empereur Guillaume Ier, il s'agit d'un monument des plus représentatifs de la mémoire culturelle de l'ère wilhelminienne.

## Source de la traduction
- (de) Cet article est partiellement ou en totalité issu de l’article de Wikipédia en allemand intitulé « Bismarck-Nationaldenkmal (Berlin) » (voir la liste des auteurs).